# Kim Yong-il
 Ikke at forveksle med Kim Jong-il.
Kim Yong-il (født 2. maj 1944) var Nordkoreas premierminister (2007-2010) og er medlem af landets regerende kommunistparti. 

## Fortid
Kim Yong-il er uddannet navigationsofficer på Rajin University of Marine Transport i Rason. Han tjente fra 1960 til 1969 i Koreas Folkehær som navigationsofficer i marinen. I 1994 blev han udnævnt til minister for land- og marinetransport, og i 2007 blev han premierminister.